# Meridiano 8 E
O meridiano 8 E é um meridiano que, partindo do Polo Norte, atravessa o Oceano Ártico, Oceano Atlântico, Europa, África, Oceano Antártico, Antártida e chega ao Polo Sul. Forma um círculo máximo com o meridiano 172 W.
Começando no Polo Norte, o meridiano 8º Este tem os seguintes cruzamentos:
| País, território ou mar | Notas                                                                                |
| ----------------------- | ------------------------------------------------------------------------------------ |
| Oceano Ártico           |                                                                                      |
| Oceano Atlântico        |                                                                                      |
| Noruega                 | Ilhas Smøla e Tustna, e continente - passa em Kristiansand                           |
| Mar do Norte            | Passa a oeste da Jutlândia, Dinamarca · Passa a leste da ilha Heligolândia, Alemanha |
| Alemanha                |                                                                                      |
| França                  |                                                                                      |
| Alemanha                |                                                                                      |
| Suíça                   |                                                                                      |
| Itália                  |                                                                                      |
| Mar Mediterrâneo        | Passa a oeste da ilha Sardenha e San Pietro, Itália                                  |
| Argélia                 |                                                                                      |
| Tunísia                 |                                                                                      |
| Argélia                 |                                                                                      |
| Níger                   |                                                                                      |
| Nigéria                 |                                                                                      |
| Oceano Atlântico        | Passa a oeste da ilha de Bioko, Guiné Equatorial                                     |
| Oceano Antártico        |                                                                                      |
| Antártida               | Terra da Rainha Maud, reclamada pela Noruega                                         |